# Геопросторове прогнозне моделювання
Геопросторове прогнозне моделювання — спосіб моделювання, заснований на принципі входження модельованих подій з обмеженнями в розподілі. Поява подій є виявом просторових чинників навколишнього середовища (інфраструктура, топографія і т. д.), які обмежують вплив на розташування подій. Геопросторове прогнозне моделювання намагається описати ці обмеження і вплив простору, що корелює входження історичних геопросторових місць з факторами навколишнього середовища, які представляють ці обмеження і вплив. Геопросторове прогнозне моделювання являє собою процес аналізу подій за допомогою географічного фільтру з метою виявлення ймовірності виникнення подій або їх зникнення.

## Прогнозовані моделі
Існує два основних типи геоінформаційних моделей прогнозування: дедуктивний та індуктивний.

### Дедуктивний метод
Дедуктивний метод заснований на якісних даних або subject matter expert (SME) для опису відносин між  подіями і чинниками, що характеризують певне середовище. В результаті, дедуктивний процес зазвичай буде спиратися на більш суб'єктивну інформацію. Користувач використовує низку засобів, що потенційно обмежують модель, тільки вводячи ряд факторів, які людина може зрозуміти.

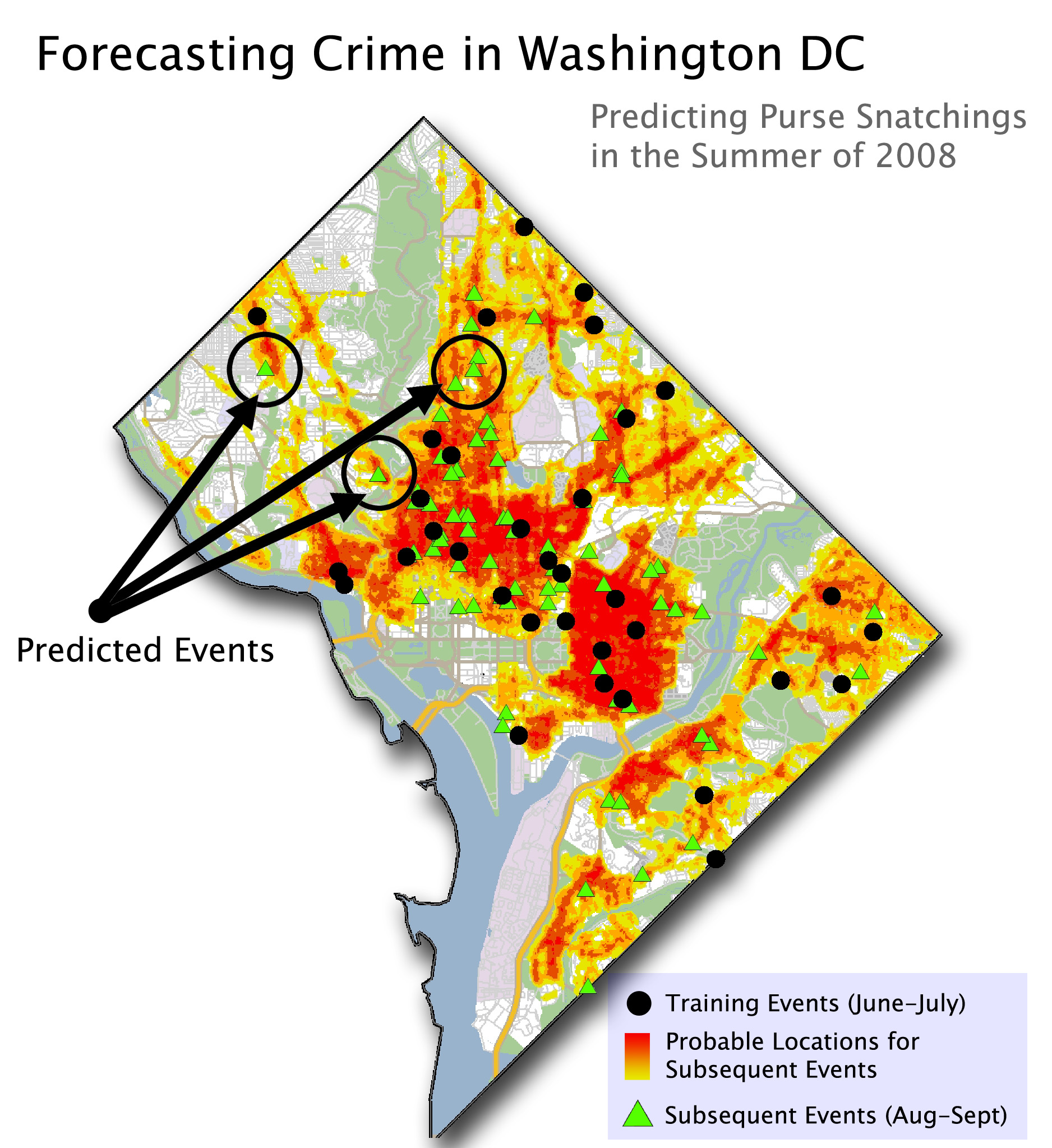
Червоні і помаранчеві кольори вказують на зони високого ризику. Оцінка ризику була згенерована за допомогою індуктивного інструменту інтелектуального моделювання під назвою Signature Analyst.
Signature Analyst використовується для аналізу минулих подій і передбачити, де наступні події відбудуться є найбільш вірогідним.

Приклад дедуктивної моделі виглядає наступним чином: Набори подій зазвичай зустрічаються …
- на відстані від 100 до 700 метрів від аеропорту;
- у категорії ґрунтово-рослинного покриву;
- на висотах від 1000 до 1500 метрів.

У цій дедуктивній моделі високі місця придатності для безлічі подій обмежені впливом, що  розраховані просторовими інтервалами для аеропортів, ґрунтово-рослинним покривом, і також висотою: нижні зони придатності були б всюди. Точність і деталі дедуктивної моделі обмежені глибиною якісних вхідних даних в модель.

### Індуктивний метод
Індуктивний метод заснований на емпіричному розрахованому просторовому взаємозв'язку між історичним або відомими місцями виникнення події і факторами, які складають середовища (інфраструктури, соціальні-культури, топографію і т. д.). Кожне входження події будується в географічному просторі, і кількісне співвідношення визначається між виникненням події і факторами, які складають навколишнє середовище. Перевага цього методу полягає в тому, що програмне забезпечення може бути розроблене емпірично — приборкувати швидкість комп'ютерів, яка має вирішальне значення, коли сотні факторів беруть участь — як відомі, так і невідомі кореляції між факторами і подіями. Ці кількісні значення відносин потім обробляються за допомогою статистичної функції, щоб знайти просторові структури, які визначають високі і низькі ділянки придатності для виникнення події.